# Звёздный десант (фильм, 1997)
«Звёздный десант» (англ. Starship Troopers) — американский фантастический фильм 1997 года, снятый режиссёром Полом Верховеном по мотивам одноимённого романа Роберта Хайнлайна.
В главных ролях снялись Каспер Ван Дин и Дениз Ричардс.
Фильм, относящийся к жанру военной фантастики, описывает космическую войну землян с насекомоподобными инопланетянами — «арахнидами». Его главный герой Джонни Рико вступает в ряды звёздного десанта и, участвуя в сражениях с арахнидами на других планетах, проходит путь от рядового до офицера. Хотя фильм заимствует из романа имена персонажей и ряд сюжетных ходов, его сюжетная линия отличается от литературного первоисточника: если роман Хайнлайна некоторые критики обвиняли в пропаганде милитаризма и даже фашистской идеологии, то фильм, по замыслу Верховена, должен был носить сатирический, антивоенный характер.
Бюджет фильма составил 105 млн долларов, кассовые сборы в США — 55 млн долларов, во всём мире — 121 млн долларов.

## Сюжет
Действие фильма происходит в далёком будущем. В песне девушек на выпускном балу школы Рико упоминается «умирает XXIII век», возможно действие происходит в конце XXIII столетия. Демократия потерпела крах, и к власти пришли военные, Земля и её колонии на других планетах подчинены Объединённой Гражданской Федерации (United Citizen Federation). Население Федерации разделено на граждан Федерации и жителей без гражданства. Гражданство, подкреплённое избирательным правом, социальными льготами, оплатой обучения, внеочередным разрешением иметь детей, возможностью заниматься политикой, можно получить только после службы в армии. Человечество столкнулось с расой гигантских арахнидов, разумных насекомоподобных существ из далёкой звёздной системы Клендату. Возникают кровавые стычки на колонизируемых людьми планетах. Арахниды обстреливают Землю астероидами.
Выпускник школы Джонни Рико не определился с планами на будущее. Его девушка Кармен Ибаньес мечтает о карьере пилота, и Рико желает служить с ней. Команда «Тигров», где играют Рико и безнадёжно влюблённая в него одноклассница, Диззи Флорес, одерживает победу над приезжей командой «Гигантов», где играет кадет лётной школы Зандер, проявляющий интерес к Кармен. Учитель Рико, Расчек, потерявший руку во время сражений за колонии, одобряет выбор Рико. Рико ссорится с родителями, мечтающими о поступлении сына в Гарвард, и покидает отчий дом. В ходе отбора, из-за низких баллов по математике, Рико попадает в космический десант — «пушечное мясо» Федерации. Кармен отправляется в лётную школу, а лучший друг и одноклассник Джонни, Карл Дженкинс, попадает в военную разведку благодаря своим экстрасенсорным способностям.
На тренировочной базе Лагерь «Карри» новобранцы попадают под командование сурового сержанта Зи́ма, использующего жёсткие, но эффективные методы подготовки будущих десантников. Диззи переводится в часть Рико, она отказалась от профессиональной карьеры в спорте. Кармен сходится со своим инструктором Зандером и сообщает Рико о разрыве отношений.
На учениях Рико приводит команду к победе, и его назначают командиром взвода. Рико понимает, что разругался с родителями именно потому, что последовал за Кармен, отказавшись от учёбы в Гарварде. На учении с боевыми патронами он допускает ошибку, приводящую к гибели курсанта. Командование отстраняет его от командования взводом и приговаривает к административному наказанию — бичеванию кнутом. После экзекуции Рико подписывает рапорт об увольнении. Он звонит родителям, которые с неожиданной теплотой просят его приехать. Родители видят быстро наступающие сумерки, после чего связь прерывается.
Рико направляется к выходу, но, не успев покинуть расположение лагеря, получает страшную весть — их дом, город Буэнос-Айрес, был уничтожен метеоритом, траекторию полёта которого изменили арахниды путём выброса плазмы со своей планеты. Совет Федерации единогласно голосует за мобилизацию и уничтожение арахнидов. Рико отзывает свой рапорт и возвращается на службу. На транспортном корабле он встречается с Кармен и Зандером, ставшими офицерами. Джонни язвительно отзывается об их связи как об истинной причине разрыва. Зандер оскорбляет десант («Если тебя учат убивать, не обязательно быть вежливым»), случившуюся драку вовремя разнимают. Диззи с иронией замечает, что десантники и пилоты несовместимы.
Десант высаживается на планету жуков Клендату. Жуки ведут прицельный огонь плазменными зарядами по кораблям на орбите, вызывая большие потери. Высадившиеся десантники попадают в мясорубку, огневой мощи не хватает для сдерживания полчищ арахнидов. Рико перехватывает командование у растерявшегося Леви и приказывает людям отступать. Прорвавшийся арахнид тяжело ранит его в бедро.
Итог излишней самоуверенности Федерации — более ста тысяч погибших за один час операции. Звёздный Маршал Динс, главнокомандующий войск Федерации, подаёт в отставку, и новый Маршал Тахат Меру объявляет новую доктрину ведения войны — изучение жуков и их разума. Рико выжил, хотя числится в списках как погибший. Остатки отряда Рико переводятся в легендарный отряд «Головорезов». Их командиром оказывается лейтенант Расчек, призванный из запаса на военную службу. Отряд высаживается на планету Танго-Урилла и уничтожает базу арахнидов. В бою Рико убивает огромного жука-танкера. Расчек присваивает ему звание капрала. Во время привала Диззи соблазняет Рико, и тот отвечает ей взаимностью. Их застаёт Расчек, сообщая, что с соседней планеты Пи поступил сигнал бедствия. Заметив спрятавшуюся под одеялом Диззи, Расчек даёт Рико 20 минут на «сборы».
«Головорезы» высаживаются на планете Пи и добираются до базы, заваленной трупами. Десантники находят подкоп, через который арахниды прорвались на базу. Прятавшийся в холодильнике генерал Оуэн сообщает, что командир арахнидов высосал мозг из радиста и сам послал сигнал бедствия, заманив отряд в ловушку. На базу нападают полчища арахнидов, десантники не в силах их сдерживать. Командование посылает челнок с отчаянными пилотами, которыми оказываются Зандер и Кармен. Расчек погибает, Диззи смертельно ранена и умирает на руках у Рико на борту челнока. Рико, как старший по званию, берёт командование на себя и запрашивает у капитана корабля «Роджер Янг» орбитальную бомбардировку Пи, но получает отказ. В ответ на его слова («Десант погибает, а пилоты всё летают») Кармен замечает, что корабли перестраиваются для новой операции. На погребальную церемонию приходит Карл, дослужившийся до полковника. Он производит Рико в лейтенанты и поручает ему миссию по захвату командира — «мозга» арахнидов.
Десант снова высаживается на планете Пи. Выстрел арахнидов разбивает «Роджер Янг», корпус разламывается надвое, Кармен и Зандеру удаётся эвакуироваться, но их спасательная капсула падает в подземное паучье гнездо. Арахниды захватывают пилотов живыми. Рико получает сигнал Кармен о помощи и ведёт добровольцев на выручку. Появляется командир арахнидов — чудовищный паук-мозг. Он высасывает мозг Зандера, но Кармен удаётся отсечь жало чудовища. Ворвавшийся в пещеру Рико с двумя десантниками, угрожая термобарической боеголовкой, заставляет паука ретироваться. Выйдя на поверхность, они узнают, что паук-мозг был захвачен в соседней пещере рядовым Зимом, согласившимся на понижение в звании, чтобы попасть на фронт. Финальный выпуск новостей показывает учёных Федерации, проводящих эксперименты над пауком-мозгом, Кармен Ибаньес, капитана звёздного корабля «Джон Уорден», и лейтенанта Рико, командира «Головорезов», ведущего своих людей на очередную битву. «Они сражаются, и они победят!», — звучит заключительный лозунг.

## В ролях
| Актёр             | Роль                      |
| ----------------- | ------------------------- |
| Каспер Ван Дин    | Джонни Рико главный герой |
| Дина Мейер        | рядовой Диззи Флорес      |
| Дениз Ричардс     | лейтенант Кармен Ибаньес  |
| Джейк Бьюзи       | рядовой Эйс Леви          |
| Нил Патрик Харрис | полковник Карл Дженкинс   |
| Патрик Малдун     | лейтенант Зандер Баркалоу |
| Клэнси Браун      | сержант/рядовой Зим       |
| Майкл Айронсайд   | Джон Расчек               |
| Сет Гиллиам       | рядовой Шугар Уоткинс     |
| Бренда Стронг     | капитан корабля Деладье   |
| Брюс Грэй         | звёздный маршал Динс      |

| Актёр           | Роль                            |
| --------------- | ------------------------------- |
| Маршалл Белл    | генерал Оуэн                    |
| Энтони Руйвивар | рядовой Шуджими                 |
| Эрик Браскоттер | рядовой Брекенридж              |
| Кристофер Карри | Билл отец Рико                  |
| Ленор Касдорф   | мать Рико                       |
| Дэнис Дауз      | звёздный маршал Тахат Меру      |
| Эми Смарт       | кадет/лейтенант Стэк Ламбрейзер |
| Дин Норрис      | командующий офицер              |
| Ру Макклэнахан  | учительница биологии            |
| Тимоти Омандсон | представитель разведки          |
| Парри Шен       | одноклассник Рико               |

## История создания

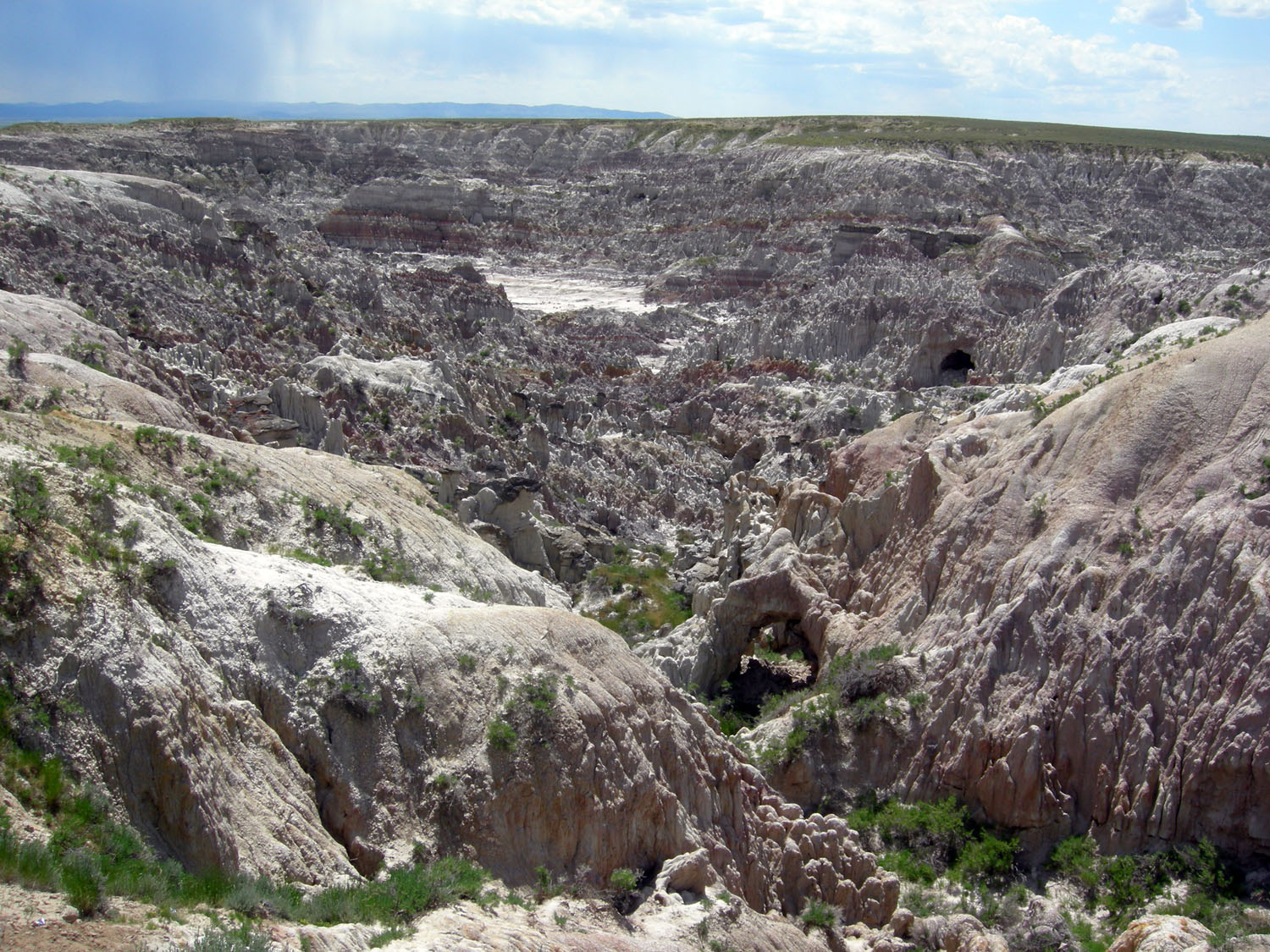
Местность в американском штате Вайоминг, где была снята часть эпизодов

Оригинальный сценарий фильма назывался «Охота на жуков на аванпосте № 9» (англ. Bug Hunt at Outpost Nine). К роману-первоисточнику Роберта Хайнлайна Верховен относился холодно, называл книгу «очень плохой», «скучной» и «крайне [политически] правой»: в интервью журналу Empire Верховен признавался, что смог осилить лишь пару первых глав романа, а потом просто попросил сценариста Эдварда Ноймайера пересказать ему сюжет.
Режиссёр о фильме
Пол Верховен в интервью отвечал о фильме:

Как работает это кино? Оно втягивает зрителя в себя, заставляет его сначала симпатизировать персонажам, потом идентифицироваться с ними, а потом, когда слияние становится полным, — бац! — оказывается, что герои-то — фашисты. Я использовал много цитат из «Триумфа воли» Лени Рифеншталь, у героев была отчётливо нацистская форма. Конечно, многие зрители этого просто не заметили, но их поставили перед выбором: или вы начинаете сомневаться, или следуете за логикой героев дальше и начинаете убивать. Это фильм о том, что некоторые аспекты американского империализма могут привести к новой разновидности фашизма.
— Пол Верховен
В своём комментарии для DVD-версии фильма Верховен объясняет, что послание фильма — «Война делает фашистов из всех нас».
Верховен говорит, что его сатирическое использование иронии и гиперболы — это «игра с фашизмом или фашистскими образами, указывающая на некоторые аспекты американского общества».

## Критика
На сайте-агрегаторе Rotten Tomatoes фильм имеет рейтинг 72% на основании 81 критического отзыва. На сайте Metacritic рейтинг фильма составляет 52 балла из 100 возможных на основании 20 отзывов.
Если роман Хайнлайна некоторые критики обвиняли в пропаганде милитаризма и даже фашистской идеологии, то фильм, по замыслу Верховена, должен был носить сатирический, антивоенный характер. Однако использование нацистских образов для американских героев фильма вызвало бурные обсуждения. Во время театрального выпуска фильма создатели не объясняли причины этого выбора. Некоторые зрители интерпретировали его как сатиру, а другие видели в нём пропаганду фашизма.
Роджер Эберт сказал, что роман Хайнлайна был написан для подростков, и содержание фильма будет интересно только более молодой аудитории.
Колум Марш (англ. Calum Marsh) в 2013 году в журнале «The Atlantic» характеризовал фильм как «…сатиру, безжалостно смешную и острую сознательную пародию на правый милитаризм… [которая] критикует военно-промышленный комплекс, джингоизм американской внешней политики и культуру, которая отдаёт предпочтение необдуманному насилию перед чуткостью и рациональными доводами».
В 2012 году на сайте Slant Magazine был опубликован список 100 лучших фильмов 90-х, «Звёздный десант» занял 20-е место.

## Премии
- Номинация на «Оскар» за лучшие спецэффекты (1998)
- Премия «Сатурн» за лучшие супер спецэффекты и дизайн костюмов (1998)

## Ремейки
В 2011 году стало известно, что компания Sony Pictures планировала начать работу над ремейком «Звёздного десанта». Продюсером новой версии ленты был назначен Нил Мориц, известный по фильмам «Я — легенда» и «Битва за Лос-Анджелес». Своё решение сделать ремейк он объяснил «моральным устарением» оригинала, «неправильным» видением будущего самих авторов романа и фильма, а также излишней кровожадностью фильма. Проект не получил развития.
В 2025 году Sony Pictures вновь объявила, что запустит в работу новую экранизацию «Звёздного десанта». Нил Бломкамп, режиссёр будущей картины заявил, что хочет создать не ремейк фильма Пола Верховена, а именно экранизацию романа.